# Palacio de Oranienstein

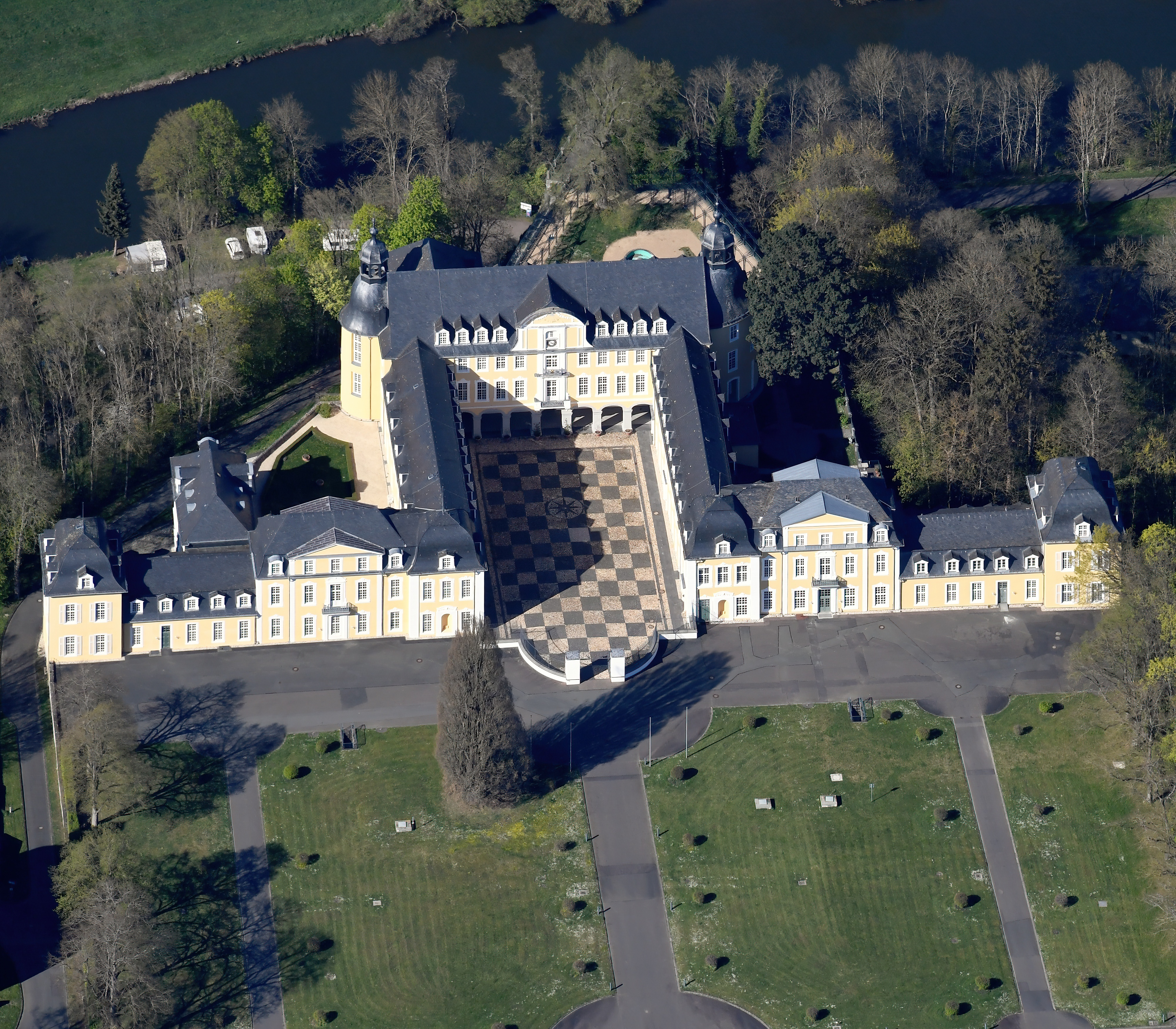
Palacio de Oranienstein

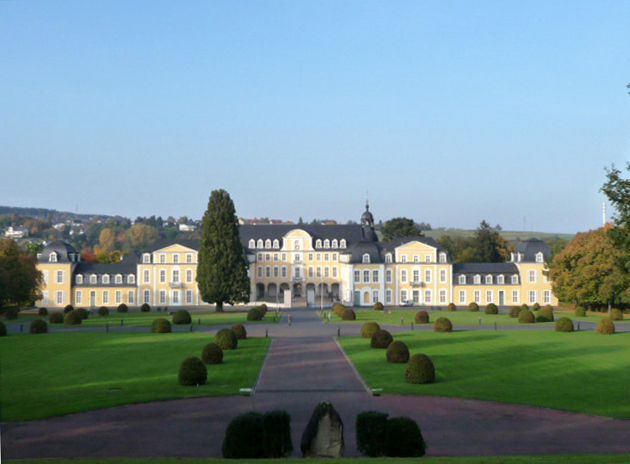
Palacio de Oranienstein

El Palacio de Oranienstein (en alemán Schloss Oranienstein) es uno de los palacios de la casa de Orange-Nassau, situado en Diez a orillas del Lahn. Fue construido sobre las ruinas de la Abadía de Dierstein entre 1672 y 1681 para la condesa Albertina Inés de Nassau después de que esta enviudara. 
Después de que la invasión francesa destruyera la República holandesa en 1795, el stadtholder Guillermo V, príncipe de Orange, y su familia huyeron primero a Inglaterra, antes de asentarse en Oranienstein durante varios años. Aquí, Guillermo y su hijo Guillermo Federico emitieron las Cartas de Oranienstein, reconociendo la República Bátava, renunciando a su función como stadtholder y a reclamaciones territoriales en los Países Bajos a cambio de compensaciones financieras y territoriales en otras partes, garantizadas por el Primer Cónsul Napoleón Bonaparte.
Tras la anexión del Ducado de Nassau por Prusia en 1866, el palacio fue entregado al Ejército prusiano al año siguiente. En la actualidad todavía está ocupado por el Bundeswehr, junto con los cuarteles adyacentes, pero también alberga un museo.